# Soneja
Soneja (valencianisch: Soneixa) ist eine Gemeinde (Municipio) mit 1.513 Einwohnern (Stand: 2024) in der Provinz Castellón in der spanischen autonomomen Region Valencia. 

## Geographie
Soneja liegt etwa 33 Kilometer westsüdwestlich der Provinzhauptstadt Castellón de la Plana und etwa 35 Kilometer nordnordwestlich von Valencia im Bezirk Alto Palancia in einer Höhe von ca. 265 m am Río Palancia. Am westlichen und südwestlichen Gemeinderand führt die Autovía A-23 entlang. 

## Sehenswürdigkeiten
- Aquädukt
- Michaeliskirche
- Franzenskapelle
- Kalvarienkapelle
- Rathaus

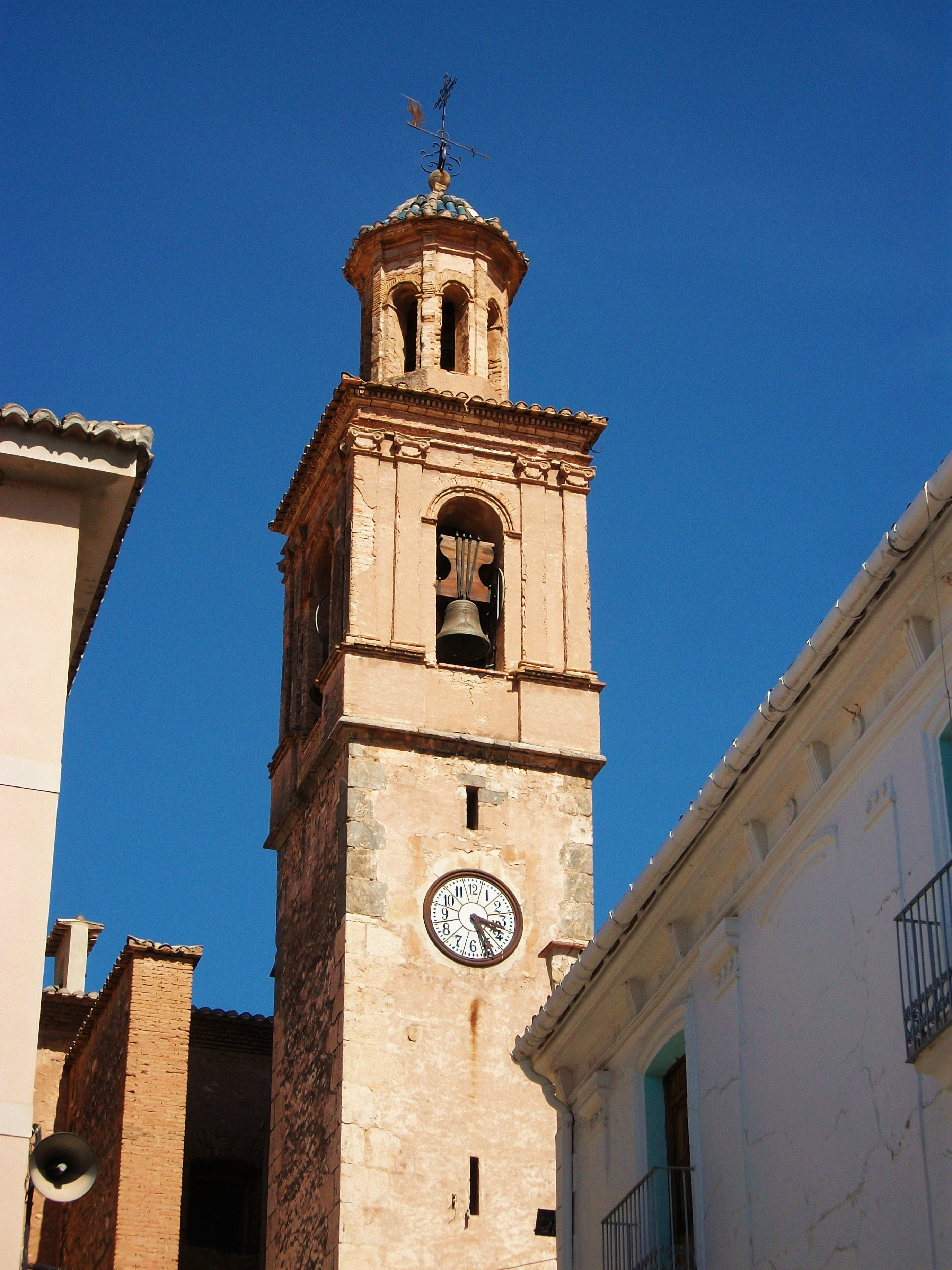
Glockenturm der Michaeliskirche
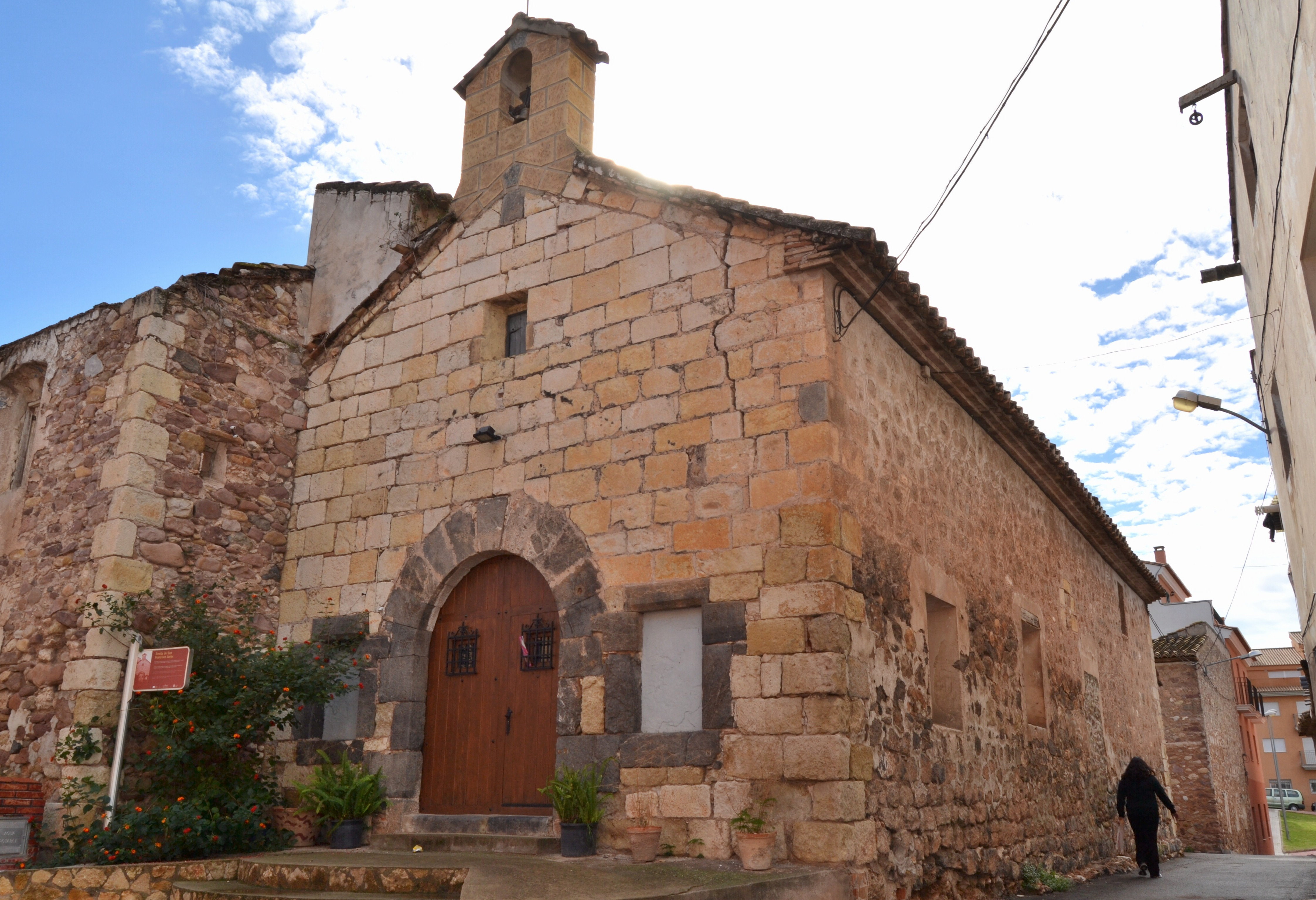
Franzenskapelle
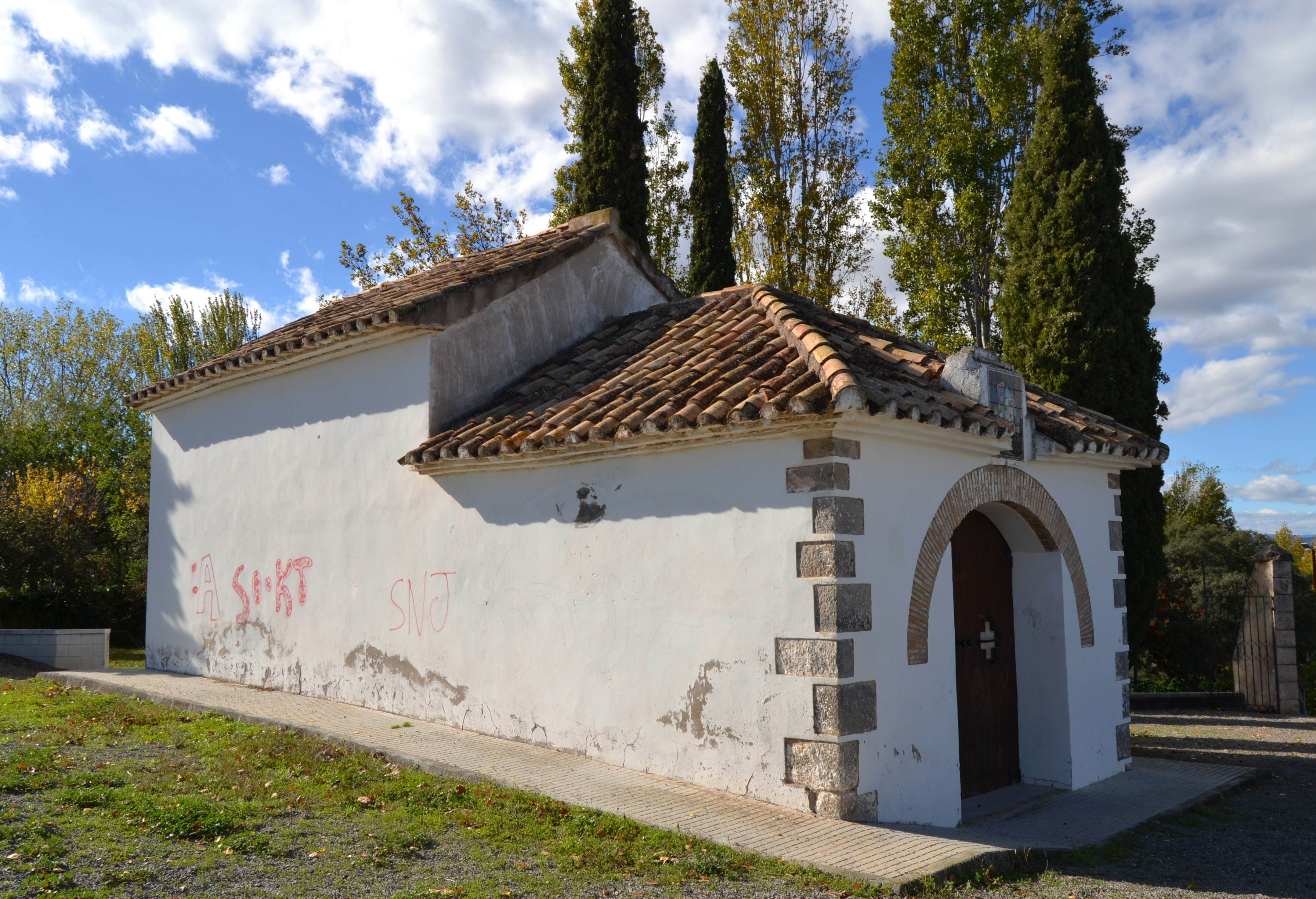
Kalvarienkapelle
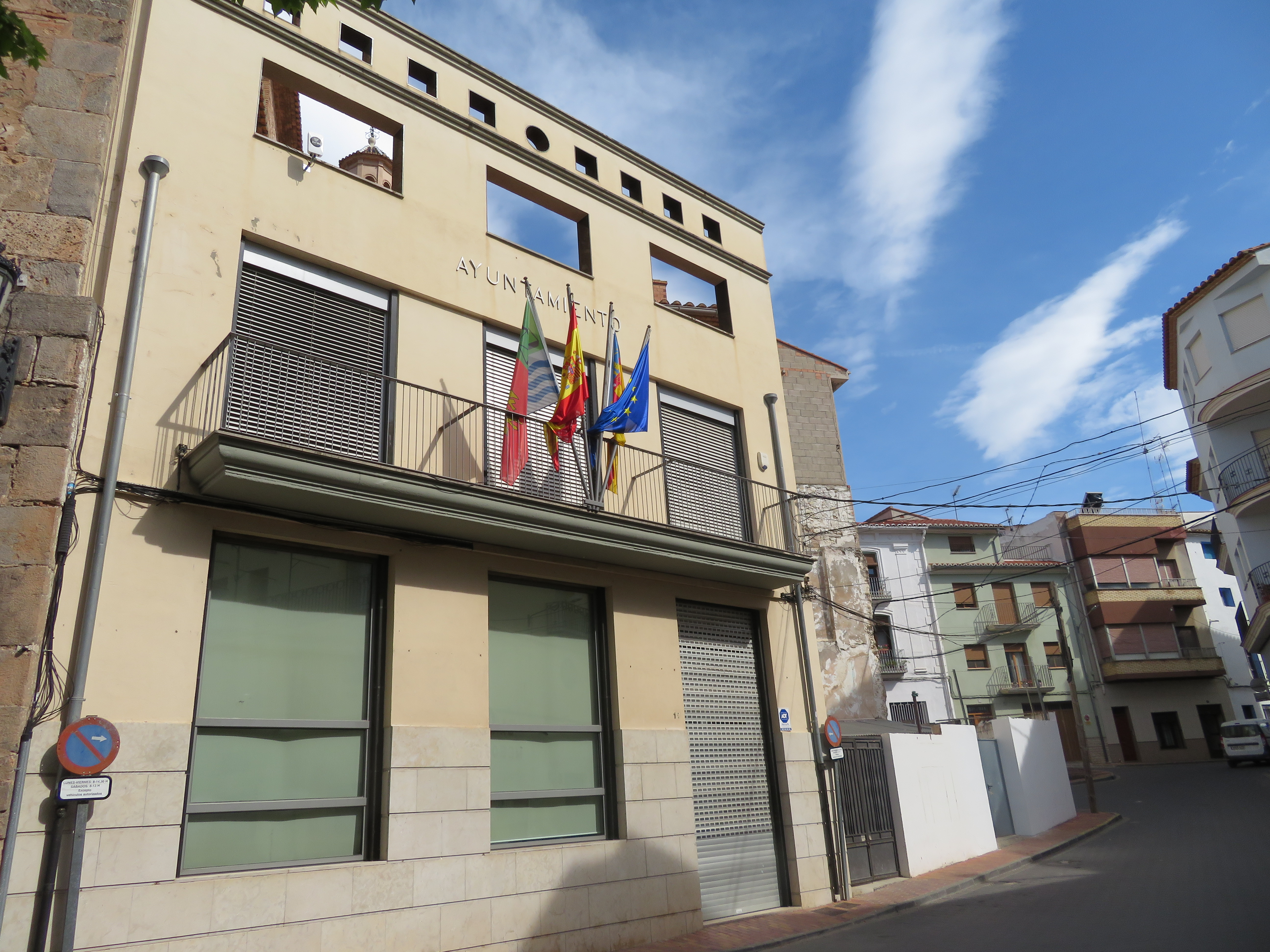
Rathaus

## Gemeindepartnerschaft
Mit der französischen Gemeinde Boisseuil im Département Haute-Vienne (Neuaquitanien) besteht eine Partnerschaft. 